# Enhydra
Enhydra este un gen de mustelide care conține vidra de mare (Enhydra lutris) și două specii înrudite extincte: Enhydra macrodonta⁠(en)[traduceți] și Enhydra reevei. Este singurul gen extant din grupul vidrelor cu dinți bunodonți, adică cel al vidrelor cu carnasieri⁠(en)[traduceți] care sunt neasemănători cu niște lame și care au cuspizi rotunjiți.
Vidrele de mare s-au despărți de alte vidre probabil în timpul Pliocenului, acum aproximativ 5 milioane de ani. S-au tras probabil din Enhydritherium⁠⁠(en)[traduceți], o vidră cu dinți bunodonți cu care este înrudită strâns și care era endemică în America de Nord în timpul epocilor Miocenului târziu și Pliocenului timpuriu.
Enhydra reevei, cea mai veche specie cunoscută, își are originile în Atlantic, fapt ce sugerează că s-ar putea ca de aici să provină vidrele de mare.